# Рускон
«Рускон» — российская транспортно-экспедиторская компания, мультимодальный интегратор Группы компаний «Дело». Занимается доставкой и логистикой грузов в регионы России через порты Владивостока, Новороссийска, Находки, Санкт-Петербурга и сухопутные пограничные переходы. Располагает собственными транспортными и терминальными активами (6 терминалов) в ключевых российский портах и регионах. Имеет представительства в Казахстане, Китае и Нидерландах.

## История
Компания «Рускон» была образована в 2002 году в Новороссийске, когда Группа компаний «Дело» выделила в отдельный сегмент экспедирование, складскую обработку и мультимодальную перевозку грузов в контейнерах, создав таким образом специализированную транспортно-экспедиторскую компанию.
В 2002 году компания запустила первый контейнерный поезд Новороссийск — Москва, в том же году стала предлагать агентские услуги перевозки грузов через порт Санкт-Петербурга.
В 2003 году «Рускон» инвестировал в развитие морских терминалов на юге России, приобрёл терминал «Рускон-1» в Новороссийске, мощность которого на момент приобретения составила 15 тыс. TEU в год. В 2004 году компания первой в России осуществила транспортировку партий зерна на экспорт в контейнерах, в этом же году реализовала проект по внедрению ричстакерной технологии обработки контейнеров в своём новороссийском терминале.
В 2006 году «Рускон» приобрёл фитинговые платформы, грузовой автопарк и стал оператором железнодорожного подвижного состава. В 2007 году активы компании пополнил наземный терминал МАНП в Подмосковье мощностью 20 тыс. TEU. В 2008—2009 годах «Рускон» приобрёл терминалы «Рускон-2» и «Рускон-3» в Новороссийске, их мощность на момент приобретения составляла 5 тыс. и 10 тыс. TEU в год соответственно.
В 2014 году компания выстроила систему регулярных перевозок грузов собственным парком контейнерных поездов между портом Восточный (Находка) и контейнерным терминалом в Московской области. В 2017 году компания приобрела складского оператора SLG-Operating, одного из лидеров российского рынка складской логистики. В 2018 году «Рускон» запустил четвёртый терминал в Новороссийске («Рускон-4») мощностью 30 тыс. TEU в год. В 2021 году начал строительство собственного терминала мощностью 30 тыс. TEU в год на железнодорожной станции Орловка рядом с Волгоградом, его открытие состоялось в августе 2023 года.
По итогам 2022 года «Рускон» довёл объём экспедируемых грузов до 307,4 тыс. TEU.
В 2023 году компания увеличила количество рейсов между новороссийским портом и индийскими портами Мундра и Нава-Шева в четыре раза, включив в качестве промежуточных точек маршрута порты Стамбула (Турция) и Джидды (Саудовская Аравия). Также запустила морской контейнерный сервис между Стамбулом и терминалом в Санкт-Петербурге.

## Активы
На середину 2023 года среди активов «Рускона» — 6 наземных терминалов, 12 региональных офисов, 3 офиса за рубежом. Вместимость контейнерного парка компании составляет 6 тыс. TEU.

## Общественная деятельность
С 2019 года компания «Рускон» является спонсором женского гандбольного клуба ЦСКА. В ноябре 2022 года компания стал титульным спонсором футбольного клуба «Черноморец».
В 2021 и 2022 годах «Рускон» стал победителем конкурса РЭЦ «Экспортёр года». В 2022 году — призёром VI Международного конкурса лучших проектов автоматизации управления. Является членом Российского Союза предприятий и организаций химического комплекса.